# Zelinje
Zelinje (serbisch-kyrillisch Зелиње) ist ein Dorf am Zvorniksee in Bosnien und Herzegowina. Er gehört zur Verbandsgemeinde Zvornik in der Republika Srpska.   

## Demographie

### Historische Entwicklung des Bevölkerungsstandes
| Jahr      | 1961 | 1971 | 1981 | 1991 | 2013 |
| --------- | ---- | ---- | ---- | ---- | ---- |
| Einwohner | 709  | 687  | 708  | 529  | 424  |

## Belege
1. ↑  Population 1961-1991. pop-stat.marshke.org, abgerufen am 3. Juni 2017 (serbisch).
2. ↑  Попис становништва, домаћинстава и станова у БиХ 2013, Република Српска - Прелиминарни резултати / Census of Population, Households and Dwellings in BH 2013 Republika Srpska Preliminary Results. (PDF; 1,1 MB) Републичког
завода
за
статистику / Republika Srpska Institute of Statistics, 2014, abgerufen am 3. Juni 2017 (serbisch, /, englisch).